# نخجیر ۲

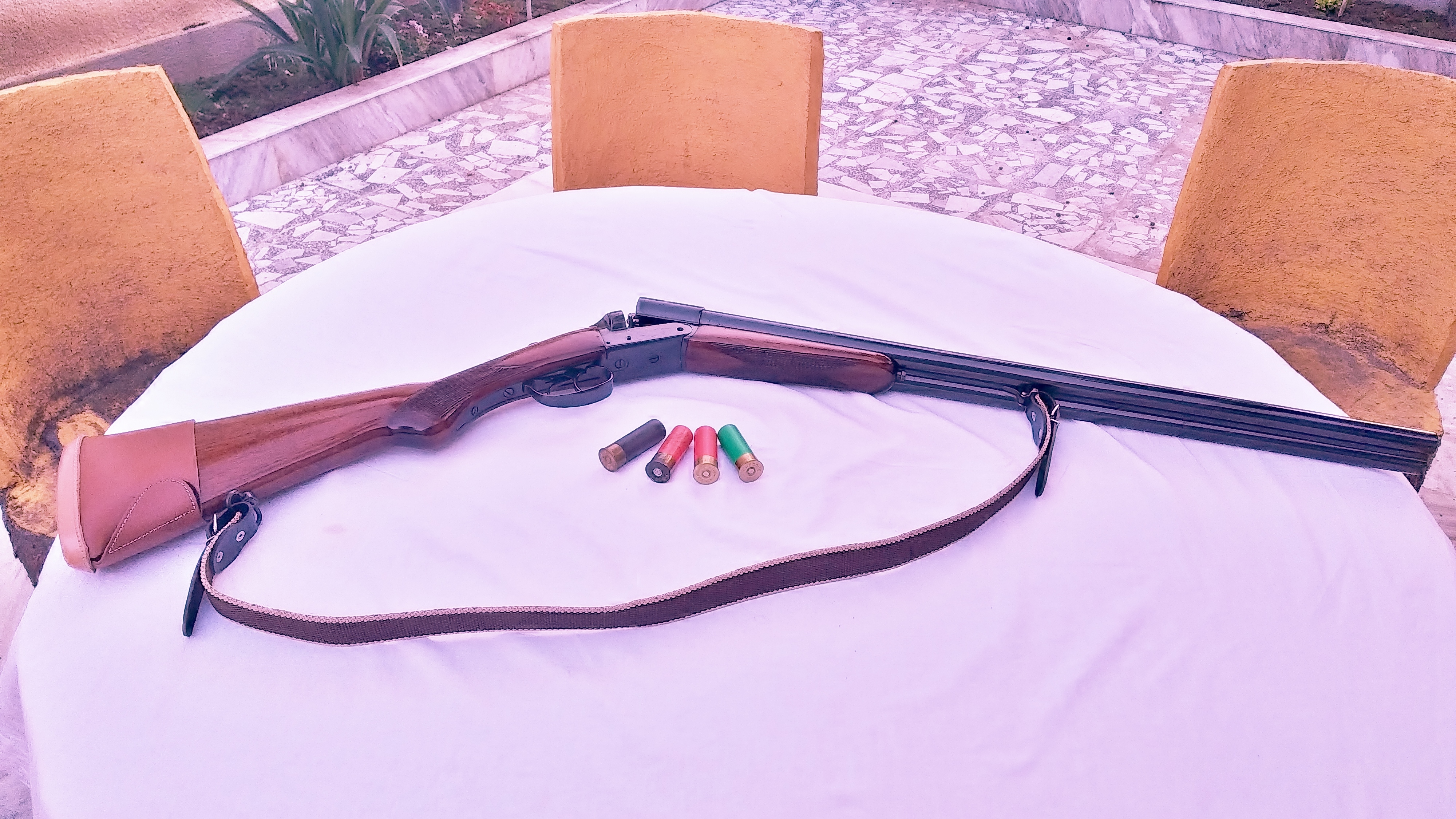
اسلحه شکاری دولول بغل نخجیر 2

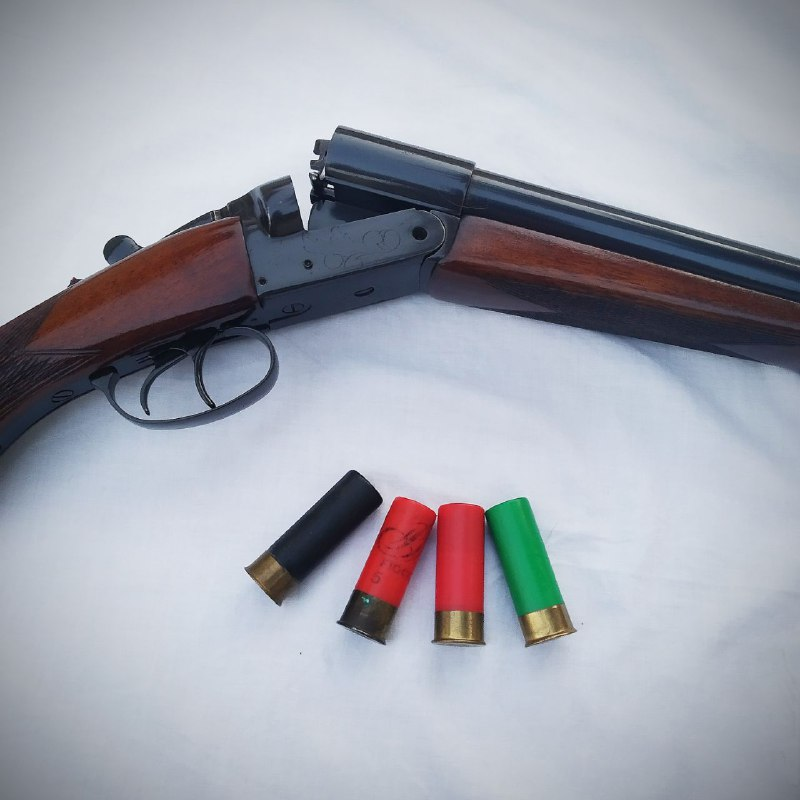
دولول نخجیر

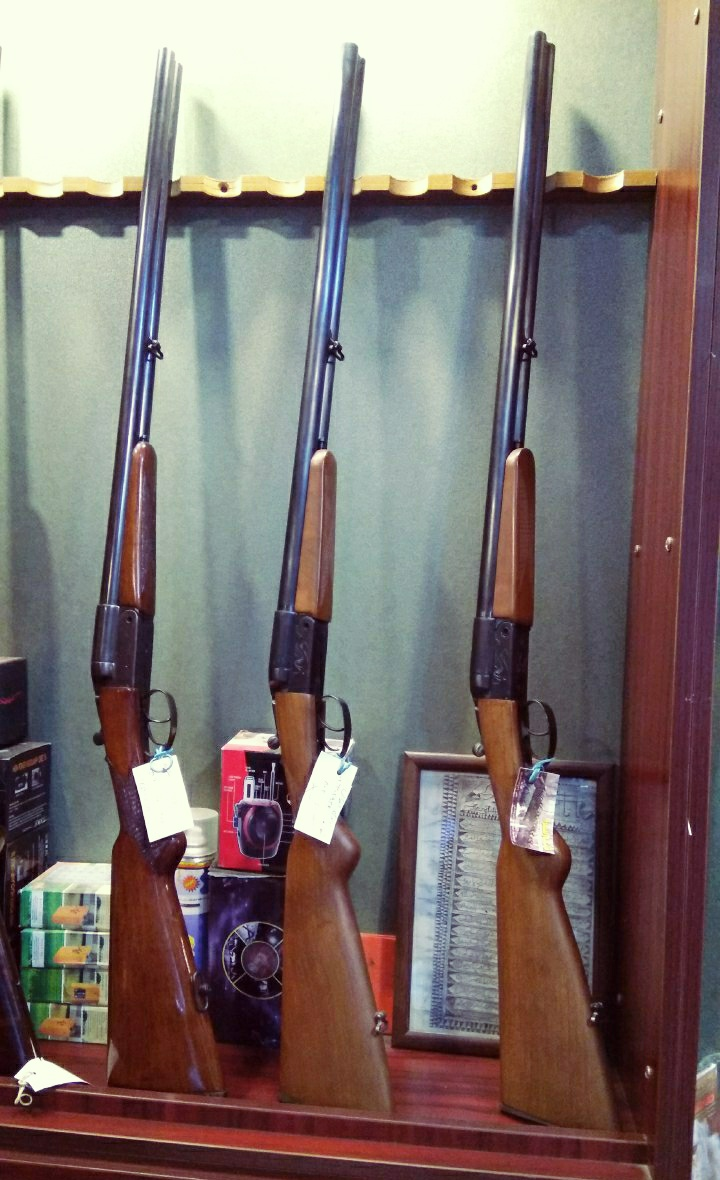
سه قبضه اسلحه دولول ساچمه زنی نخجیر۲

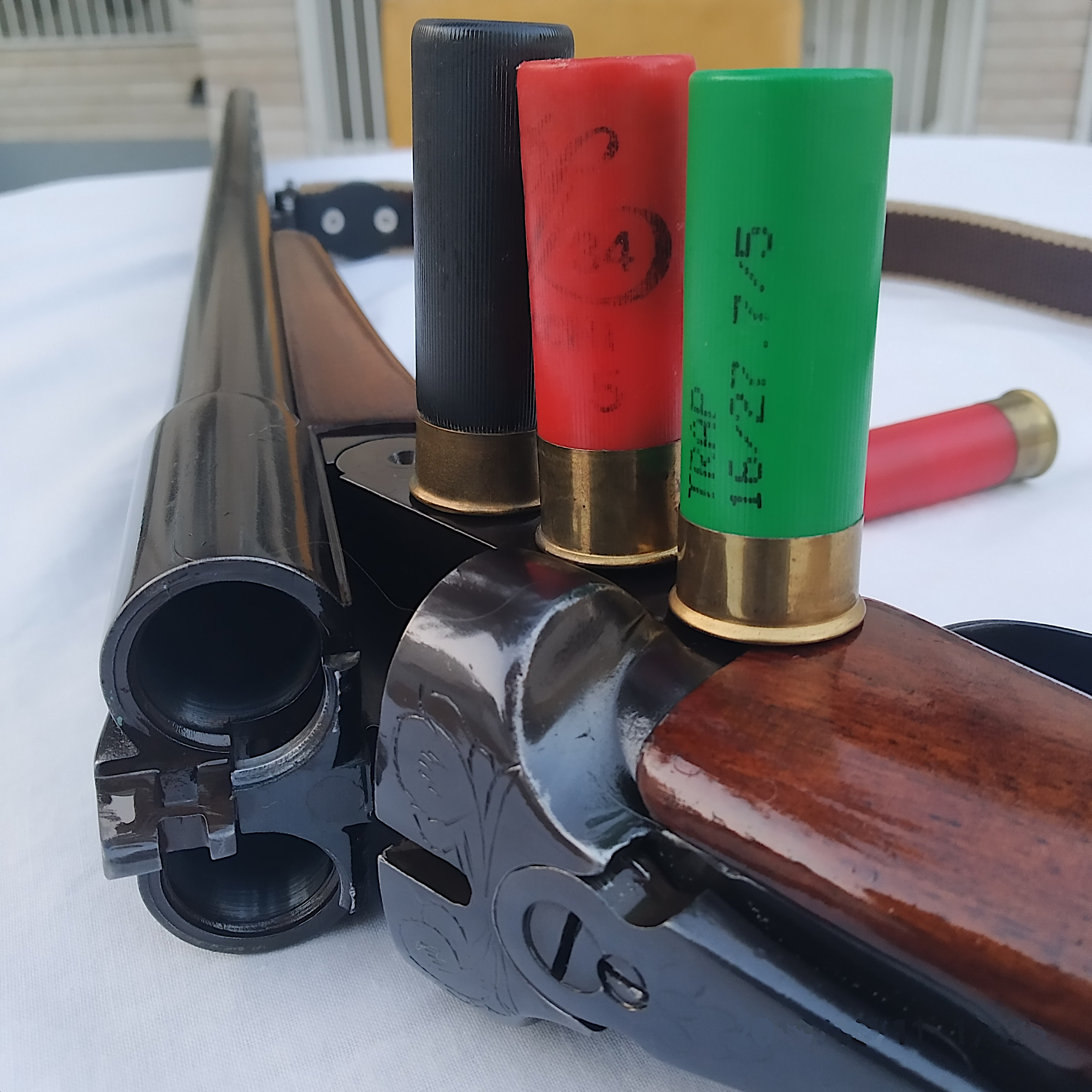
دولول کمرشکن ساچمه زنی نخجیر۲

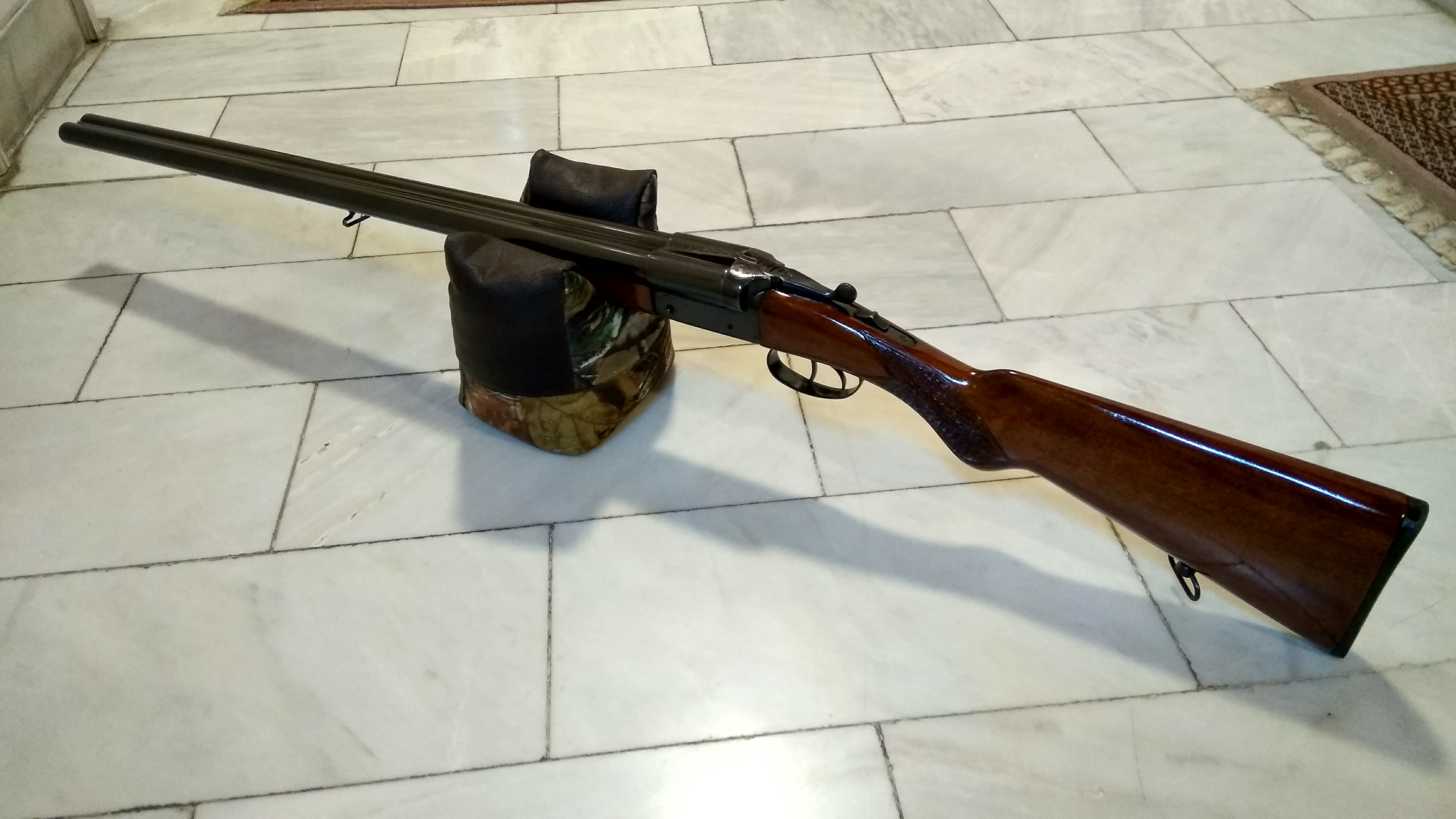
در طراحی نخجیر 2 از اسلحه فرانسوی الهام گرفته شده

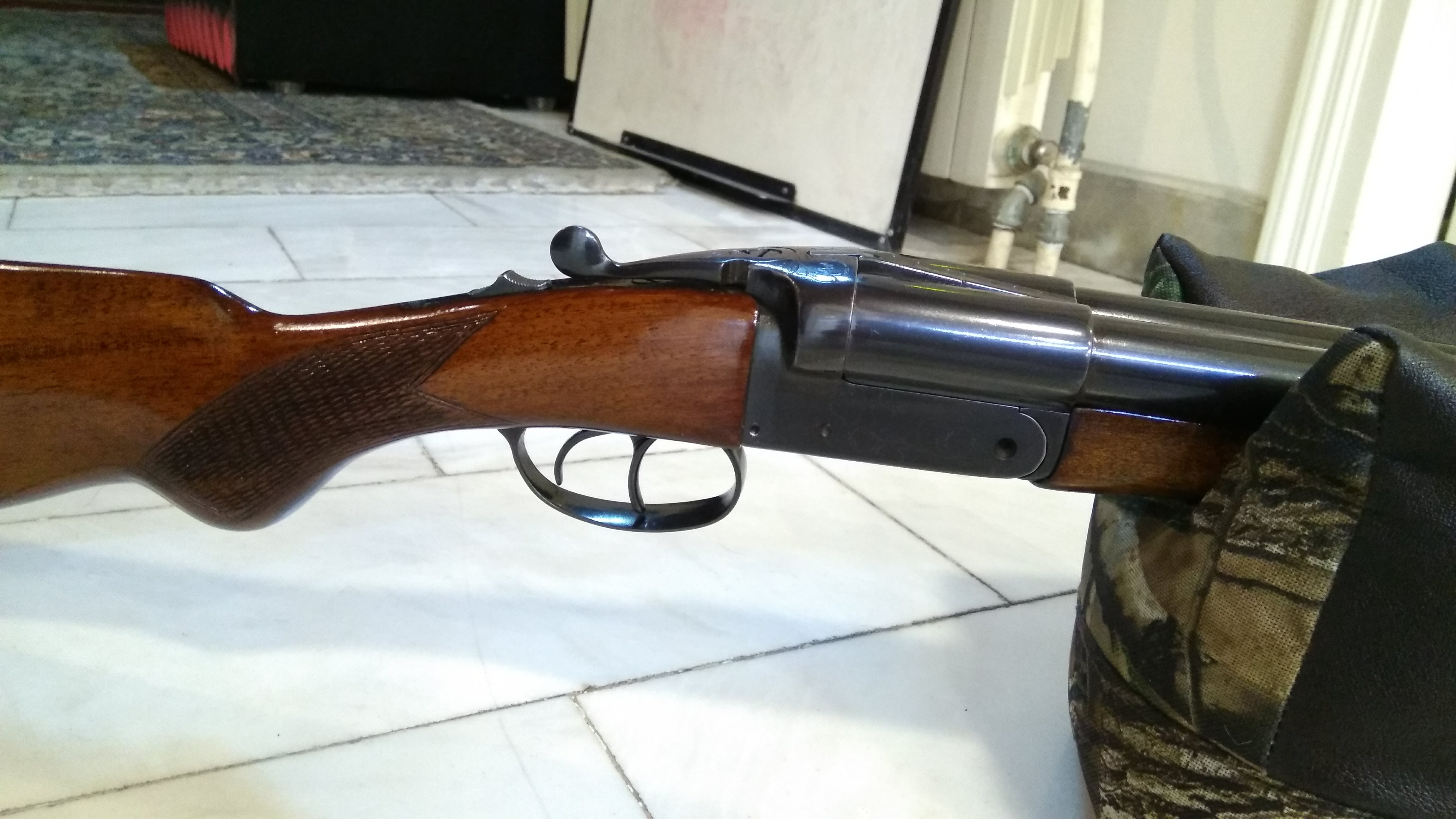
نخجیر 2

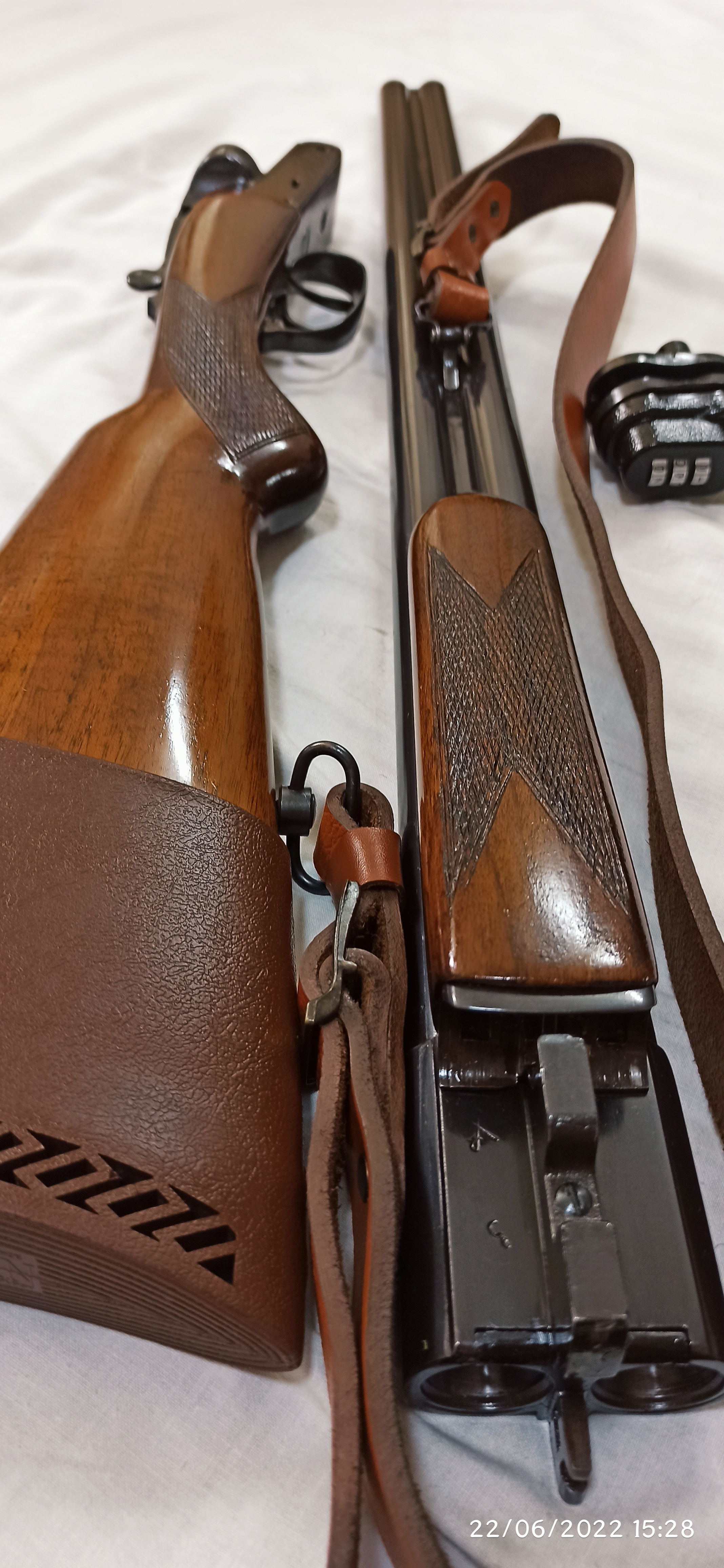
Double Barrel Side by Side Hunting Shotgun

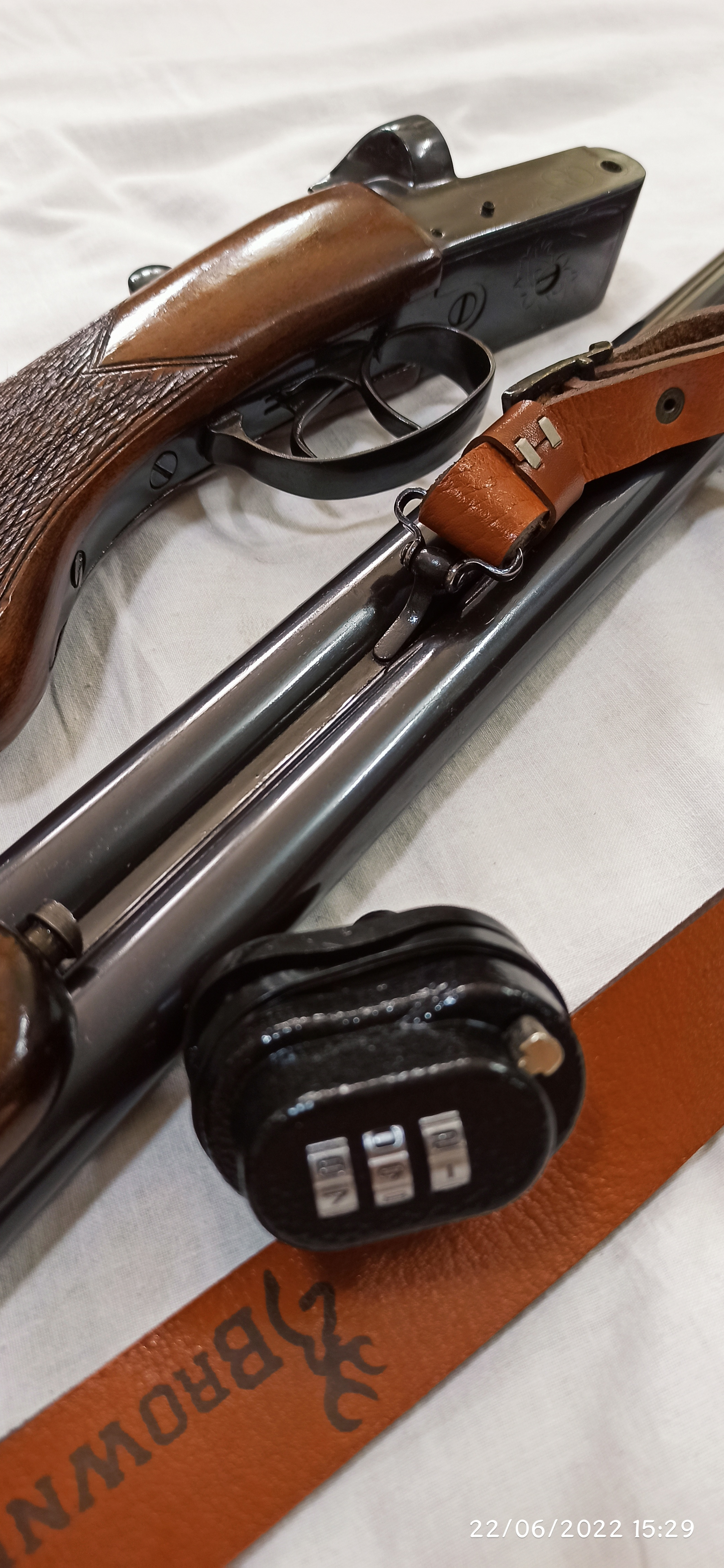
Double Barrel Side by Side Hunting Shotgun

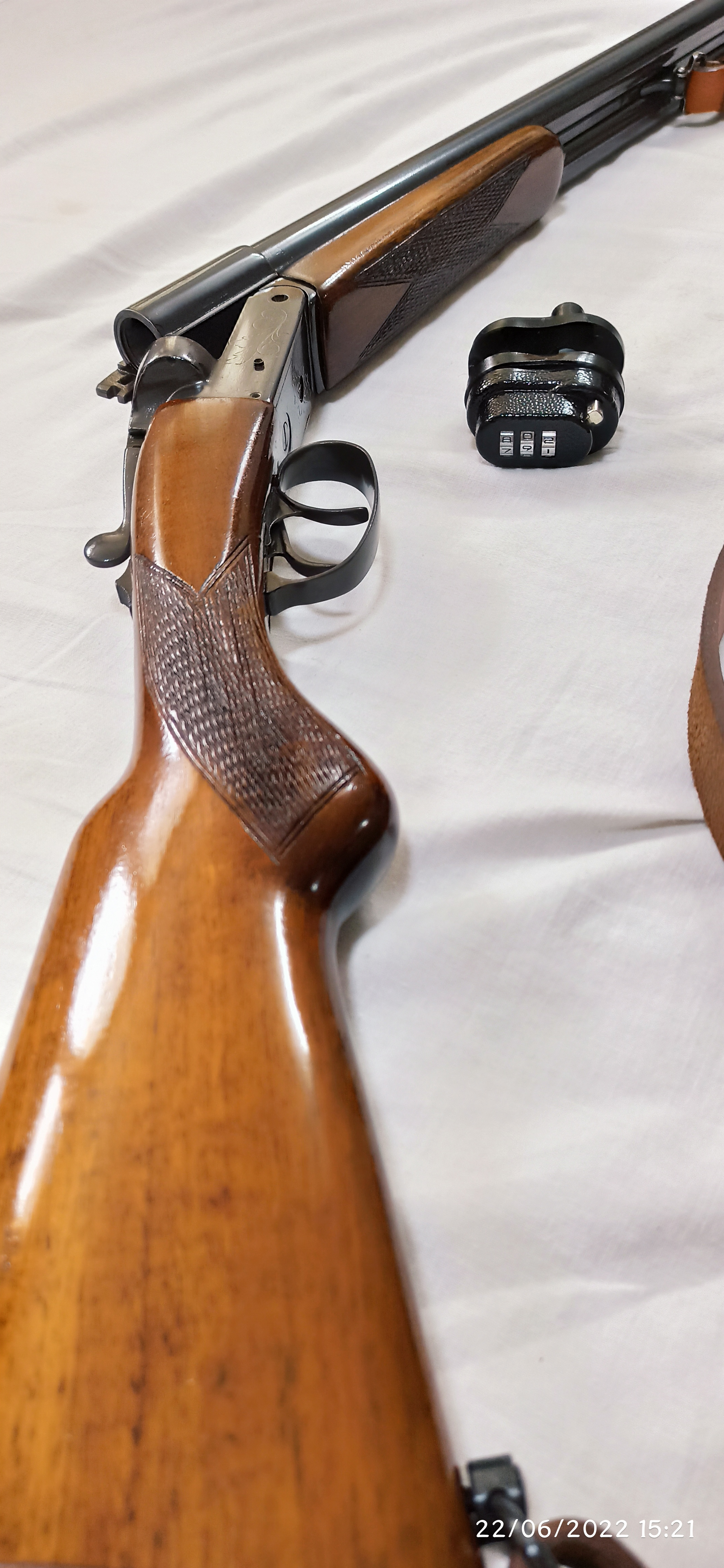
Double Barrel Side by Side Hunting Shotgun

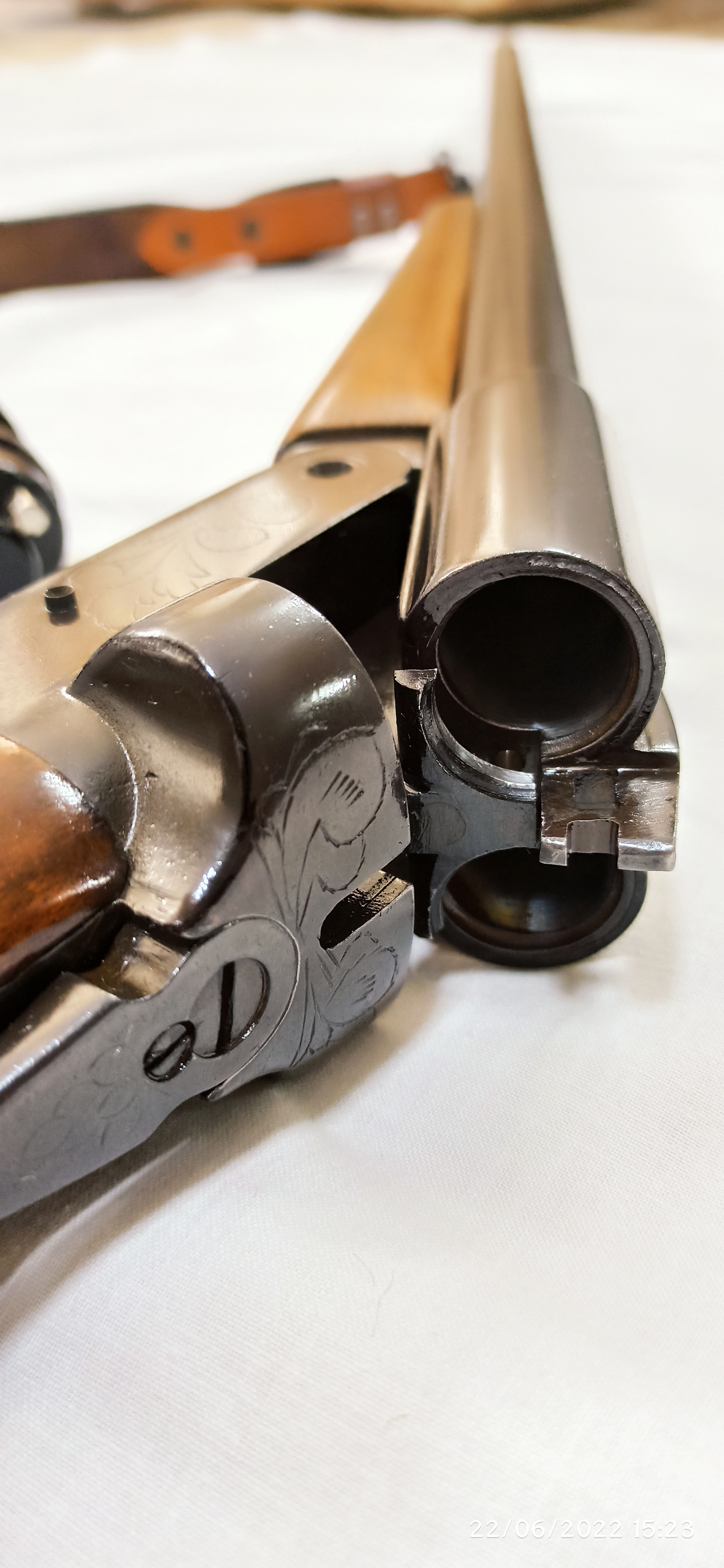
Double Barrel Side by Side Hunting Shotgun

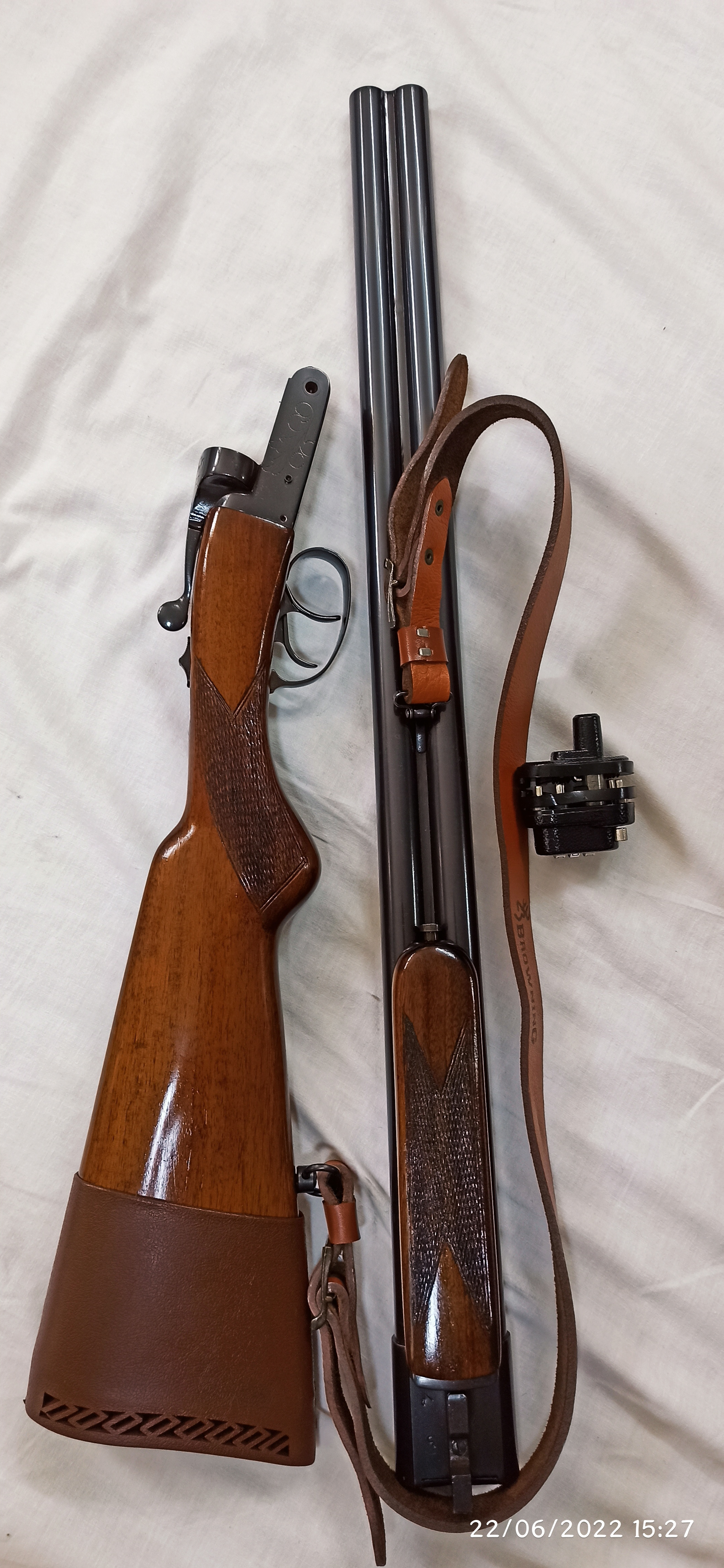
Double Barrel Side by Side Hunting Shotgun

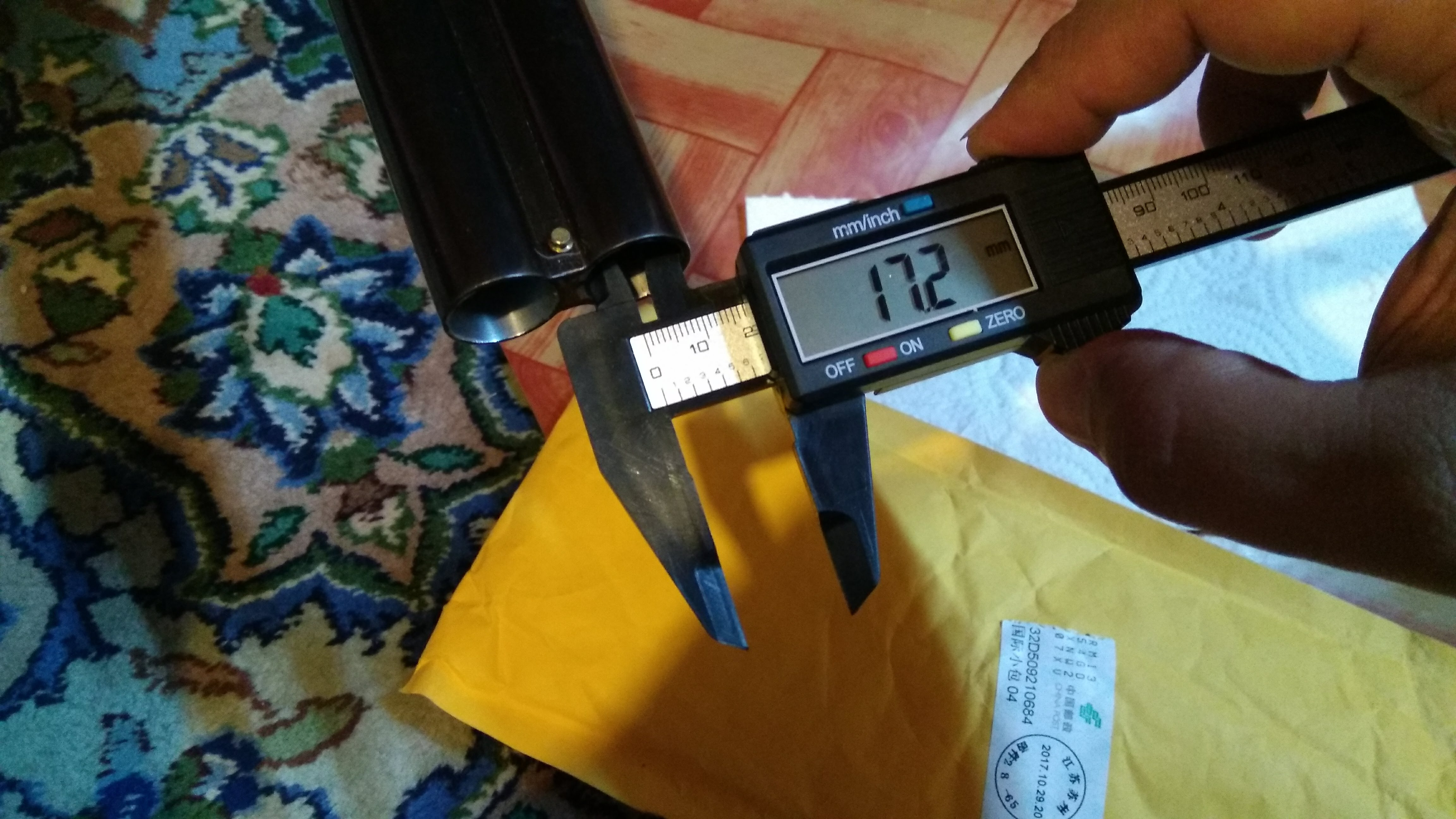
قطر دهانه فول چوک نخجیر 2

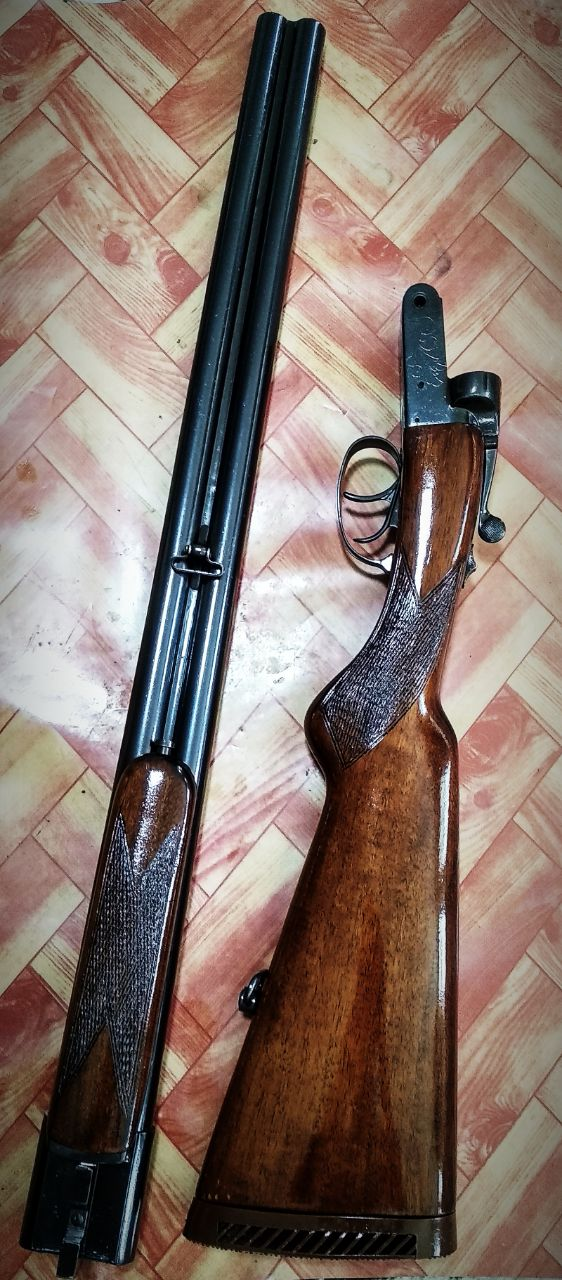
نخجیر 2 دولول بغل ساچمه زنی ساخت ایران

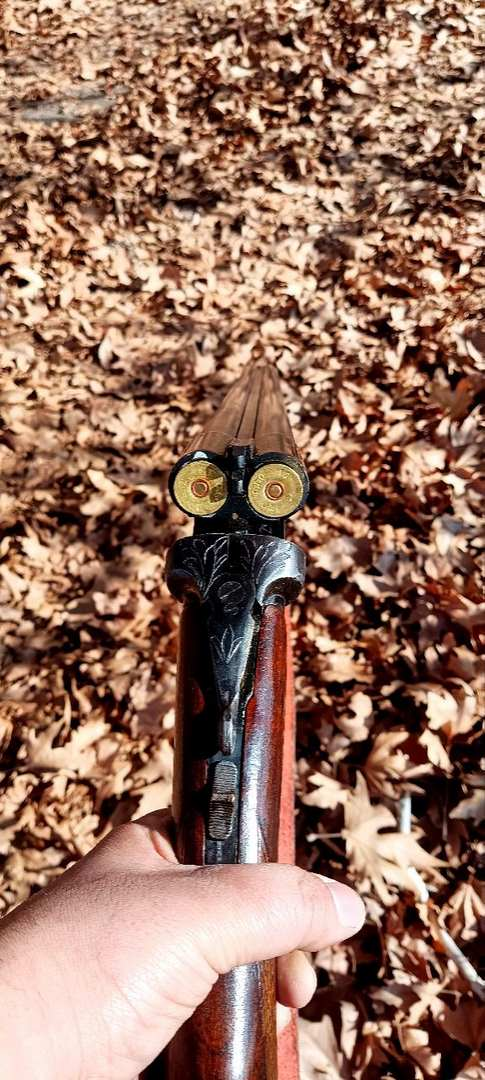
نمایی پاییزی از اسلحه نخجیر دو

نخجیر ۲ یک تفنگ شکاری، دولول کنارهم، ساچمه‌زنی، کمرشکن ایرانی جهت شکار پرندگان می باشد. قنداق و بچه قنداق تفنگ از جنس چوب گردو است. لوله های این تفنگ به صورت لول راست نیم چوک (نزدیک زن) یا پخش زن و لول چپ فول چوک (دورزن) یا جمع زن طراحی شده است.جهت بالا بردن عمر لوله ها سطح داخل آن کرم سخت شده است.این سلاح می تواند به گونه ای ارائه شود که با هر فشنگ گذاری به طور اتوماتیک ضامن شود و با نوع قلم کاری، منبت کاری، پوشش سلاح براساس طرح های معرفی شده به سلیقه مشتری انتخاب شود.در حال حاضر این سلاح توسط دو کارخانه تولید میشود. صنایع جنگ افزار سازی تهران (شهید همدانیان) و کارخانه اسلحه سازی مشهد (شهید کاوه) . 
این تفنگ براساس تفنگ سنت-اتین فرانسه طراحی و ساخته شده است.

نقد و بررسی :
بین شکارچیان نظرات گوناگونی پیرامون این سلاح وجود دارد. عده ای این اسلحه را مردود دانسته و عده ای آن را مورد تایید و مناسب می دانند. اگرچه با توجه به شکل نوستالژی و قدیمی دولول بغل عده زیادی آن را پسندیده و دوست دارند. در مجموع باید برای انتخاب این سلاح بیشتر به نوع کاربری و شرایط خودتان نگاه کنید . برای دولول بغل نخجیر مزایا و معایبی برشمرده اند که در ادامه آن ها را ذکر می کنیم .

معایب :
وزن زیاد
لق زدن بچه قنداق 
تراش ساده و غیرارگانیک قنداق 
عدم عملکرد مناسب ضامن 
گیر کردن سوزن به چاشنی بعد از شلیک و در نتیجه عدم شکستن راحت اسلحه
طول کم و کوتاه بودن لوله ها در نتیجه برد کمتر سلاح 
عدم عملکرد روان و نرم قفل اهرمی
عدم وجود سیستم پوکه پران

مزایا :
قیمت مناسب 
ضخامت مناسب لول
کٌرٌم کاری و سخت بودن لول ها 
گفتنی است سلاح نخجیر 2 طی سه مرحله تولید شده است که سازندگان هر بار بخشی از ایراد ها و مشکلات اسلحه را رفع کرده اند و سلاح های تولید جدید رفع ایراد شده اند . در نهایت میتوان گفت با توجه به تمام معایبی که برای سلاح نخجیر دو ذکر میشود ، تنها مزیت قیمت مناسب میتواند همه را پوشش داده و به عنوان نخستین اسلحه گرم ، انتخابی اقتصادی و کارآمد باشد که میتوان پس از چند سال آن را با سلاحی حرفه ای تر تعویض کرد.

نخجیر

## منابع

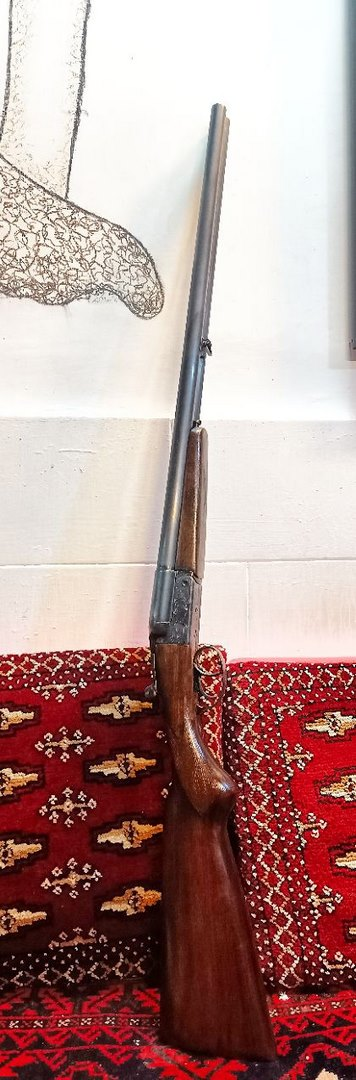
اسلحه نخجیر دو (دولول کنار هم یا دولول بغل)

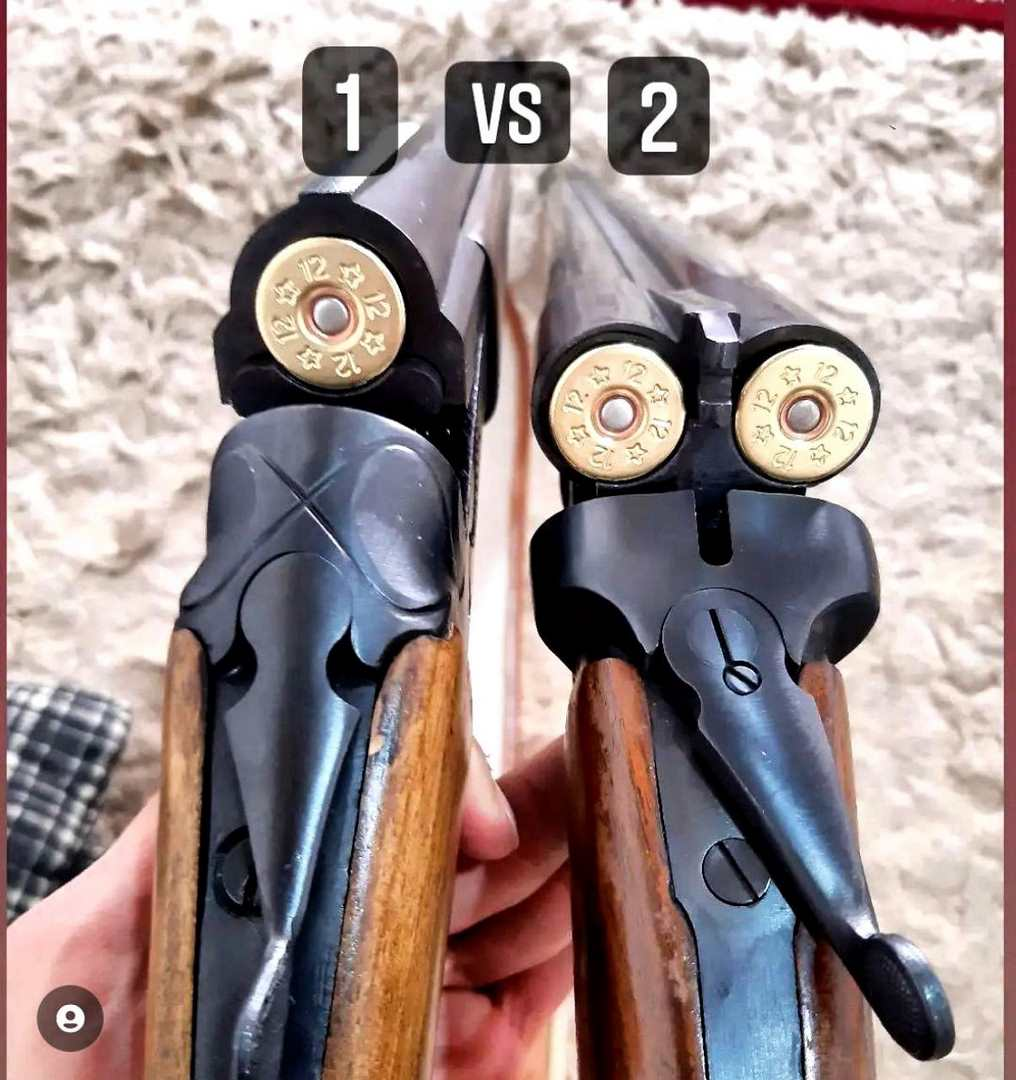
اسلحه نخجیر دو (دولول کنار هم یا دولول بغل) در کنار برادر خو اسلحه نخجیر یک یا تکلول نخجیر

## مشخصات عمومی
- کالیبر: ۱۲
- طول سلاح: ۱۱۳۶ میلیمتر
- طول لوله: 700 میلیمتر
- وزن: ۳٫۵ کیلوگرم